# 1952–1953-as norvég labdarúgó-bajnokság (első osztály)
Az 1952–1953-as Hovedserien volt a 9. alkalommal megrendezett, legmagasabb szintű labdarúgó-bajnokság Norvégiában.
A címvédő a Fredrikstad volt. A szezont a Larvik Turn csapata nyerte, a bajnokság történetében először.

## Tabellák

### A csoport
| Hely. | Csapat      | M  | Gy | D | V  | G+ | G– | Gk  | P  | Továbbjutás vagy kiesés |
| ----- | ----------- | -- | -- | - | -- | -- | -- | --- | -- | ----------------------- |
| 1.    | Skeid       | 14 | 10 | 3 | 1  | 48 | 10 | +38 | 23 | Továbbjutott a döntőbe  |
| 2.    | Fredrikstad | 14 | 7  | 4 | 3  | 40 | 19 | +21 | 18 |                         |
| 3.    | Sarpsborg   | 14 | 7  | 4 | 3  | 20 | 17 | +3  | 18 |                         |
| 4.    | Viking      | 14 | 7  | 3 | 4  | 23 | 17 | +6  | 17 |                         |
| 5.    | Strømmen    | 14 | 6  | 3 | 5  | 30 | 21 | +9  | 15 |                         |
| 6.    | Varegg (F)  | 14 | 3  | 2 | 9  | 16 | 39 | −23 | 8  |                         |
| 7.    | Brann (K)   | 14 | 2  | 3 | 9  | 9  | 36 | −27 | 7  | Kiesett                 |
| 8.    | Årstad (K)  | 14 | 2  | 2 | 10 | 11 | 38 | −27 | 6  | Kiesett                 |

### B csoport
| Hely. | Csapat             | M  | Gy | D | V  | G+ | G– | Gk  | P  | Továbbjutás vagy kiesés |
| ----- | ------------------ | -- | -- | - | -- | -- | -- | --- | -- | ----------------------- |
| 1.    | Larvik Turn (F, B) | 14 | 10 | 2 | 2  | 44 | 11 | +33 | 22 | Továbbjutott a döntőbe  |
| 2.    | Asker              | 14 | 6  | 7 | 1  | 20 | 14 | +6  | 19 |                         |
| 3.    | Lillestrøm (F)     | 14 | 6  | 4 | 4  | 25 | 22 | +3  | 16 |                         |
| 4.    | Sandefjord         | 14 | 6  | 3 | 5  | 25 | 32 | −7  | 15 |                         |
| 5.    | Odd                | 14 | 5  | 3 | 6  | 34 | 30 | +4  | 13 |                         |
| 6.    | Sparta             | 14 | 5  | 2 | 7  | 15 | 22 | −7  | 12 |                         |
| 7.    | Lyn (K)            | 14 | 3  | 2 | 9  | 24 | 31 | −7  | 8  | Kiesett                 |
| 8.    | Ranheim (F, K)     | 14 | 3  | 1 | 10 | 12 | 37 | −25 | 7  | Kiesett                 |

## Meccstáblázatok

### A csoport
| Hazai \ Vendég | ÅRS | SKB | FRE | SAR | SKD | STR | VAR | VIK |
| -------------- | --- | --- | --- | --- | --- | --- | --- | --- |
| Årstad         | —   | 0–1 | 3–2 | 0–0 | 0–2 | 0–4 | 0–1 | 1–2 |
| Brann          | 0–0 | —   | 1–8 | 1–1 | 1–7 | 0–2 | 1–1 | 0–3 |
| Fredrikstad    | 7–2 | 2–0 | —   | 2–2 | 2–2 | 2–1 | 7–0 | 2–1 |
| Sarpsborg      | 3–1 | 3–0 | 0–1 | —   | 1–0 | 1–0 | 2–1 | 1–3 |
| Skeid          | 5–0 | 2–0 | 3–3 | 4–0 | —   | 8–1 | 5–0 | 1–0 |
| Strømmen       | 6–0 | 4–1 | 1–1 | 2–3 | 0–0 | —   | 4–0 | 0–0 |
| Varegg         | 3–4 | 1–2 | 1–0 | 1–2 | 1–6 | 3–2 | —   | 2–3 |
| Viking         | 2–0 | 2–1 | 2–1 | 1–1 | 1–3 | 2–3 | 1–1 | —   |

### B csoport
| Hazai \ Vendég | ASK | LAR | LIL | LYN | ODD | RAN | SBK  | SPA |
| -------------- | --- | --- | --- | --- | --- | --- | ---- | --- |
| Asker          | —   | 0–0 | 2–2 | 2–2 | 2–1 | 2–0 | 1–0  | 0–0 |
| Larvik Turn    | 1–1 | —   | 4–0 | 4–0 | 3–2 | 6–0 | 12–0 | 3–0 |
| Lillestrøm     | 1–1 | 2–0 | —   | 2–0 | 2–2 | 3–1 | 2–0  | 1–0 |
| Lyn            | 0–1 | 5–1 | 0–0 | —   | 2–3 | 6–2 | 1–3  | 2–3 |
| Odd            | 1–3 | 1–3 | 7–1 | 2–4 | —   | 1–1 | 2–2  | 4–2 |
| Ranheim        | 0–2 | 0–1 | 0–6 | 1–0 | 2–4 | —   | 0–4  | 4–0 |
| Sandefjord     | 3–3 | 0–4 | 3–2 | 4–1 | 3–2 | 2–0 | —    | 1–1 |
| Sparta         | 3–0 | 0–2 | 2–1 | 3–1 | 0–2 | 0–1 | 1–0  | —   |

## Döntő
- Larvik Turn 3–2 Skeid